# Geraint Goodwin
Arthur Geraint Goodwin (* 1. Mai 1903 in Llanllwchaiarn bei Newtown, Montgomeryshire; † 10. Oktober 1941 in Montgomery, Montgomeryshire) war ein walisischer Schriftsteller.

## Leben
Goodwin besuchte zunächst die Towyn County School. Es folgte eine praktische Ausbildung zum Journalisten. In diesem Beruf arbeitete Geraint Goodwin dann in London. Aufgrund gesundheitliche Probleme  machte sich ein längerer Auslandsaufenthalt erforderlich. 1935 zog er nach Hertfordshire und war dort als freischaffender Schriftsteller tätig. Später lebte er in Corris Uchaf, Merionethshire.
Geraint Goodwin veröffentlichte neben journalistischen Arbeiten Romane und Kurzgeschichten in Englischer Sprache. 

## Werke (Auswahl)
- Conversations with George Moore, journalistisches Werk, 1929
- Call Back Yesterday, Roman, 1934
- The Heyday in the Blood, Roman, 1936
- The White Farm, Kurzgeschichten, 1937
- Watch for the Morning, Roman, 1938
- Come Michaelmas, Roman, 1939
- The Collected Short Stories of Geraint Goodwin, Kurzgeschichten, 1976